# Jesper Feldt
Jesper Andreas Feldt, född 22 juni 1978, är en svensk skådespelare.

## Biografi
Feldt är utbildad på Teaterhögskolan i Malmö 2004–2008 och har varit verksam på ett flertal teaterår runt om i Sverige. Han erhöll Lars Passgårds stipendium 2008.

## Teater

### Roller
| År   | Roll                         | Produktion | Regi                        | Teater                   |
| ---- | ---------------------------- | --- | --------------------------- | ------------------------ |
| 2003 |                              | Jaguarens natt | Rino Brezina                | Teater Sörmland          |
| 2004 |                              | Amadeus Peter Shaffer | Karel Brozek                | Teater Sörmland          |
| 2005 |                              | Jean Paul Marat förföljd och mördad så som det framställs av patienterna på hospitalet Charenton under ledning av Herr Sade (Die Verfolgung und Ermordung Jean Paul Marats, dargestellt durch die Schauspielgruppe des Hospizes zu Charenton unter Anleitung des Herrn de Sade) Peter Weiss | Nils Poletti                | Unga Tur                 |
| 2006 |                              | Von Sydowmordens gåta | Johan Huldt                 | Uppsala Stadsteater      |
| 2006 |                              | Brist mitt hjärta | Ada Berger                  | Uppsala Stadsteater      |
| 2007 |                              | VD Stig Larsson | Henric Holmberg             | Teaterhögskolan i Malmö  |
| 2007 | Claes-Henrik                 | Oskuld och arsenik Carl Jonas Love Almqvist | Erik Holmström              | Turteatern               |
| 2008 |                              | Den Fule | Fredrik Haller              | Teaterhögskolan i Malmö  |
| 2008 |                              | Katharsis = Kung Oidipus + Trademark Sweden | Jesper Feldt Erik Holmström | Turteatern               |
| 2008 |                              | Vigseln (Ślub) Witold Gombrowicz | Nils Poletti                | Turteatern               |
| 2008 |                              | Kalla kårar med Witold Witold Gombrowicz | Nils Poletti                | Turteatern               |
| 2009 | Mientus                      | Ferdydurke Witold Gombrowicz | Erik Holmström              | Turteatern               |
| 2009 |                              | Folkungasagan August Strindberg | Nils Poletti                | Turteatern               |
| 2010 |                              | Kvart i fem-ekot | Martina Montelius           | Teater Brunnsgatan Fyra  |
| 2010 | Seyton, i tjänst hos Macbeth | Macbeth William Shakespeare | Thomas Segerström           | Romateatern              |
| 2011 | Pelle Svanslös               | Elake Måns Dennis Magnusson | Dennis Sandin               | Uppsala stadsteater      |
| 2011 |                              | Låt den rätte komma in Jakob Hultcrantz Hansson | Jakob Hultcrantz Hansson    | Uppsala stadsteater      |
| 2015 |                              | En slavisk dans Staffan Göthe | Rikard Lekander             | Örebro länsteater        |
| 2018 |                              | Rickard III (The Life and Death of King Richard the Third) William Shakespeare | Kjersti Horn                | Uppsala stadsteater      |
| 2018 | Joe Murphy                   | Ett skri i natten Anders Lundin och Hans Marklund | Hans Marklund               | Uppsala Stadsteater      |
| 2022 |                              | Scener ur ett äktenskap Ingmar Bergman | Franciska Löfgren           | Kulturhuset Stadsteatern |
| 2022 | Mortimer Brewster            | Arsenik och gamla spetsar (Arsenic and Old Lace) Joseph Kesselring | Philip Zandén               | Uppsala stadsteater      |

## Filmografi
- 2010 – Vidundret
- 2011 – The Behemoth
- 2012 – Äkta människor (TV-serie)